# Igor Štefanko
Igor Štefanko (7. prosince 1945 – 11. srpna 2021) byl československý fotbalový trenér a funkcionář.
V české lize trénoval FC Svit Zlín a FC Karviná.

## Trenérská kariéra
- 1987/88 TJ Gottwaldov
- 1988/89 TJ Gottwaldov
- 1994/95 FC Svit Zlín
- 1996/96 FC Svit Zlín - asistent
- 1996/97 FC Svit Zlín
- 1997/98 FC Svit Zlín
- 1998 FC Svit Zlín
- 98/99 FC Karviná